# Lagerkosten
Die Lagerkosten (oder Lagerhaltungskosten) sind in der Betriebswirtschaftslehre eine Kostenart, die durch die Lagerhaltung von Lagergut verursacht werden.

## Allgemeines
Lagerkosten entstehen durch die Zeitüberbrückung von Lagergut bei der Lagerung sowie bei der Bereitstellung und Bereithaltung von Lagerkapazitäten. Die Zeitüberbrückung zwischen der Einlagerung nach der Produktion und dem Warenausgang durch Verkauf heißt Lagerdauer. Als Lagergut kommen Roh-, Hilfs- und Betriebsstoffe, Fertigerzeugnisse, Halbfabrikate, Nebenprodukte, Zwischenprodukte sowie Ersatzteile in Frage.

## Bestandteile der Lagerkosten
Sie sind zu unterteilen nach:
- Personalkosten
  - Löhne und Gehälter für das Lagerpersonal
  - Sozialleistungen für das Lagerpersonal (Krankenversicherung, Rentenversicherung, Berufsgenossenschaft)
  - Sonderleistungen (z. B. Weihnachtsgeld, Urlaubsgeld).
- Kosten für die Lagerräume
  - Abschreibungen für die Wertminderung der Lagereinrichtung
  - Miete
  - Kapitalverzinsung des investierten Kapitals
  - Instandhaltungskosten
  - Heizung, Licht, Wasser
  - Reinigung
  - Versicherungsprämien (Feuerversicherung).
- Kosten für die gelagerte Ware
  - Verzinsung des in den Lagerbeständen investierten Kapitals (Kapitalbindung)
  - Verderb, Verschleiß, Schwund
  - Kosten infolge unsachgemäßer Behandlung (Bruch, Beschädigung, Diebstahl)
  - Versicherungsprämien (Brand-, Diebstahlversicherung)
  - Kosten des Lagerrisikos.
- Kosten für die eingesetzten Fördermittel und sonstigen Hilfsmittel
  - Abschreibungen für den Wertverlust der Fördermittel
  - Instandhaltungskosten
  - Betriebskosten (Strom, Öl)
  - Versicherungsprämien.
- Materialkosten der Lagerverwaltung
  - Verpackungsmaterial
  - Büromaterial (Schreibmaterial, Karteien, Belege).
- Lagerkosten können zudem in fixe und variable Kosten gegliedert werden. Fixkosten entstehen durch das Personal und die Bereitstellung und Modernisierung der Lagerinfrastruktur und beinhalten die Personalkosten und die Einrichtung der Lagerräume und der Lagerinfrastruktur. Variable Lagerkosten entstehen beim Lagerbetrieb und beinhalten Kosten für die eingelagerten Waren, Fördermittelkosten und Materialkosten.

## Wirtschaftliche Aspekte
Als vorratsintensive Betriebe werden jene Unternehmen bezeichnet, bei denen der Anteil der Lagerkosten an den Gesamtkosten oder der Anteil der Lagervorräte an den gesamten Aktiva (Lagerintensität) erheblich ist und mehr als 25 % der Aktiva ausmacht. Hierzu gehören insbesondere der Großhandel und Einzelhandel. Die Lagerintensität errechnet sich wie folgt:
{\displaystyle {\text{Lagerintensität}}={\frac {\text{Wert der Lagerbestände}}{\text{Gesamtvermögen (Aktiva)}}}}
Je höher die Lagerintensität, umso größer muss die Lagerumschlagshäufigkeit sein, damit die Lagerkosten im Umsatzprozess möglichst schnell verdient werden können.
Lagerkosten gehören gemäß § 255 HGB nur dann zu den Herstellungskosten, wenn die Lagerung einen Bestandteil des Produktionsprozesses bildet (etwa bei der Lagerung für die Gärung alkoholischer Getränke); hier stellen die anteiligen Lagerkosten Herstellungskosten dar. Ansonsten gehören Lagerkosten zu den Vertriebskosten, selbst wenn sie mit dem Vertrieb der gelagerten Produkte nur mittelbar in Zusammenhang stehen. Lagerkosten sind nach § 275 Abs. 2 HGB in der Gewinn- und Verlustrechnung beim Gesamtkostenverfahren unter Nr. 8 als „sonstige betriebliche Aufwendungen“ zu berücksichtigen, während sie beim Umsatzkostenverfahren nach § 275 Abs. 3 Nr. 4 HGB den Vertriebskosten zuzurechnen sind.
Ein zu großer Lagerbestand (Überbestand) führt zu vermeidbar hohen Lagerkosten und damit über die Preiskalkulation zu höheren Verkaufspreisen. Auch die oben als Kosten für gelagerte Ware zusammengefassten Kosten bzw. Risiken steigen mit der gelagerten Menge. Bei zu kleinem Lagerbestand (Fehlmenge) sind Maschinen und Arbeitskräfte oft nicht ausgelastet. Störungen in der Produktion oder Kundenverluste können eintreten. Rascher, teurer Einkauf wird notwendig. Mengenrabatte können nicht ausgenutzt werden. Dies führt zu Fehlmengenkosten. Zwischen zu kleinem und zu großem Lagerbestand gibt es ein Optimum (siehe auch Trade-off).
Die Lagerkosten steigen, je länger und je mehr Lagergut gelagert werden muss. Anzustreben ist eine Kostensenkung der Lagerkosten durch Planung der Losgrößen, höhere Lagerumschlagshäufigkeit oder Aufnahme der Just-in-time-Produktion. Abzuwägen ist zwischen der jederzeitigen Lieferbereitschaft mit relativ hohen Lagerkosten (Sicherheitsbestand) und dem Risiko von Fehlmengen (mit entsprechenden Fehlmengenkosten) bei niedrigeren Lagerkosten. Zu vermeiden ist der Überbestand und die Lagerräumung.
Lagerkosten fallen stets an, gleichgültig, ob Lagerräume dem Unternehmen gehören oder gemietet sind. Gehören die Lagerräume dem Unternehmen, sind die Raumkosten als kalkulatorische Miete anzusetzen. Die Raumkosten für gemietete Lagerräume setzen sich aus der Miete und Nebenkosten zusammen.
Als Lagerkosten werden auch die von einem Lagerhalter aufgrund des Lagervertrages verlangten Entgelte (Lagergeld) und etwaige Auslagen für Fracht und Zoll bezeichnet.

## Bedeutung
Die Logistikkosten der deutschen Industrie- und Handelsunternehmen lagen 2004 zwischen 13 % und 22 % der Gesamtkosten und werden zu 50 % durch die Lagerkosten verursacht. Hieraus ergibt sich ein Anteil der Lagerkosten an den Gesamtkosten zwischen 6,5 % und 11 %. Dieser Anteil ist im Groß- und Einzelhandel wesentlich höher und liegt zwischen 60 % und 80 % der Bilanzsumme.